# Det kolde bord
Det kolde bord er en sammensætning af kolde og lune retter med brød og serveres typisk ved højtider som jul og påske. I arrangementet indgår højt belagt smørrebrød. 
Ved det traditionelle kolde danske bord serveres normalt sild, rødspættefiletter, ål med røræg, rejer, frikadeller, leverpostej og mange andre retter. Serveres ofte med snaps.